# The Elder Scrolls: Arena
The Elder Scrolls: Arena – gra komputerowa typu RPG rozgrywana z perspektywy pierwszej osoby. Arena została wydana w 1994 roku przez firmę Bethesda Softworks na platformę MS-DOS. W 2004 roku została udostępniona wersja do pobrania z Internetu w ramach dziesięciolecia serii The Elder Scrolls.

## Fabuła
Gra rozpoczyna się w imperialnym lochu, z którego gracz musi uciec. Głównym zadaniem gracza jest odnalezienie wszystkich części różdżki, dzięki której możliwe będzie uwolnienie Imperatora Uriela Septima VII, uwięzionego w innym wymiarze przez Imperialnego maga bitewnego Jagara Tharna, który udając go rządził Tamriel.